# Introduzioni (Vivaldi)
Les Introduzioni d'Antonio Vivaldi són motets per veu sola que es cantaven abans d'obres corals amb textos litúrgics. Han sobreviscut vuit Introduzioni seves, cadascuna amb tres o quatre moviments. Els textos en que es basen no són litúrgics; són versions lliures en llatí, d'autor desconegut. Algunes vegades fan una paràfrasi de textos litúrgics. En el catàleg Ryom Verzeichnis, les Introduzioni de Vivaldi tenen el números que van des de RV 635 fins a RV 642. En total, són vuit Introduzioni que han sobreviscut, més una variant, la RV 639a.

## Els motets de Vivaldi
A l'època en què vivia Vivaldi, el motet per a veu solista era la variació sacra del gènere de la cantata "amb stromenti": una veu solista –sempre soprano o contralt en l'obra de Vivaldi–, amb el suport de tota la corda; en l'esquema formal, alternaven les àries i un recitatius compostos a partir d'un text de la poesia devocional escrit en llatí, amb referències opcionals o paràfrasi bíbliques. Aquestes composicions lleugeres eren un complement paralitúrgic molt flexible, útil per a ser inserit en les ocasions més diverses de l'ordinari de la missa, sobretot perquè el seu text estava marcat per una reflexió poètica-religiosa neutra, sense referències directes. S'anomenava "motet per a tots els temps" i es podia utilitzar en diferents setmanes del calendari litúrgic i, més rarament, destinades a una celebració concreta. Les Introduzioni eren similars pel que fa a l'estructura i el contingut, però sense l' «Al·leluia» final, ja que serviia com a preludi a determinades parts de la missa o de salms. Tot i que la seva estructura està adaptada per continuar amb la peça principal, actualment es categoritzen aquestes "Introduccions" com una forma en si mateixa, tot i que probablement en l'època de Vivaldi aquesta divisió no era tan clara i, fins i tot, el preu era el d'un motet normal.

## Anàlisi musical
Com a un tipus de títol, la introduzione (introducció) es pot trobar en diferents contextos dins la música barroca. Vivaldi les usa per a distints subgèneres, una varietat de motet solista que ell inventa en el seu primer període com a compositor de música sacra de la Pietà (1713-1717).
Les Introduzioni de Vivaldi estan escrites per a cantant solista, contralt o soprano, amb acompanyament d'instruments. Des del punt de vista musical, estan pròximes a l'estil operístic, amb recitatius i àries. L'estructura musical sembla derivar del text: quatre de les vuit Introduzioni (RV 635, 636, 637, i 642) consisteixen en dues àries da capo amb un recitatiu central. La RV 638 té una ària central envoltada per dos recitatius; la RV 640 només té dos moviments –recitatiu i ària– i un la RV 641 té quatre moviments (dos recitatius, ària, recitatiu). Finalment, la RV 639 té l'estructura ària-recitatiu-ària amb l'excepció que Vivaldi va entrellaçar la segona ària al primer moviment de l'obra litúrgica corresponent: el Gloria RV 588. La relació entre aquesta Introduzione RV 639 i el Gloria es fa encara més estreta, ja que el final del motet introductori es fa coincidir amb l'inici del Gloria.

## Llista de lesIntroduzioni
En aquesta llista les Introduzioni de Vivaldi estan ordenades segons el número de RV:
1. Ascende laeta, RV 635
2. Canta in prato, RV 636
3. Cur Sagittas, RV 637
4. Filiae maestae Jerusalem, RV 638
5. Jubilate, o amoeni cori, RV 639
6. Longe mala, umbrae, terrores, RV 640
7. Non in pratis, RV 641
8. Ostro picta, RV 642

### Ascende laeta, RV 635
Ascende laeta, en la major, escrita per a soprano i corda, era la peça que precedia el Dixit Dominus, RV 595, en re major per a cor i orquestra en cinc parts. Va ser compost cap el 1715 i, per tant, escrita per al Pio Ospedale della Pietà. Consta de dues àries que emmarquen un recitatiu central. El text de RV 635 pot haver estat escrit per a la celebració de l'Assumpció de la Mare de Déu, el 15 d'agost. El text tracta de l'ascensió del Mare de Déu cap al Cel, juntament amb la celebració de camperols locals que utilitzen la imatgeria musical de instruments de fusta i orgues de tub.

### Canta in prato, RV 636
Canta in prato, ride in fonte, escrita en sol major, per a soprano, precedia un altre Dixit Dominus, RV 594, per a doble orquestra i doble cor. Consta de dues àries que envolten un recitatiu central, i té un text similar a un motet més primerenc, Canta in prato, ride in monte (RV 623); el text del RV 636 en una versió corrupta del mateix text del RV 623. L'obra descriu el rossinyol i el seu cant joiós. En tots els aspectes compositius, aquest motet està escrit per a un conjunt instrumental únic, però com en el Dixit Dominus (RV 594) hi ha dues orquestres, Vivaldi, formalment, també escriu per a doble orquestra.

### Cur sagittas, RV 637
La peça que hauria de seguir el motet Cur sagittas, cur tela, cur faces, en si bemoll major i per a contralt i corda, està desapareguda. Michael Talbot, opina que pot haver precedit el Kyrie RV 587 o una versió perduda del Gloria. L'estructura consta, un altre cop, de dues àries que envolten un recitatiu central. La primera ària parla de criatures mítiques en conflicte amb un home de fe. La segona ària descriu la gran del creient en el Senyor.

### Filiae maestae Jerusalem, RV 638
Filiae maestae Jerusalem és la primer de les dues introduzioni escrites per anar abans d'una versió del Miserere (el segon és el RV 641). El Miserere està desaparegut. El motet RV 638, en do menor i per a contralt i corda, consta de dos recitatius al voltant d'una única ària. Aquest text tracta de les filles de Jerusalem que estan tristes després de la mort de Jesús de Natzaret i estan en dol.

### Jubilate, o amoeni cori, RV 639
Jubilate, o amoeni cori, en re major, per a contralt, trompeta, dos oboès i corda, és l'única introduzione que va abans del Gloria (RV 588), i presenta la forma ària-recitatiu-ària. Parla de cors joiosos sobre la celebració de Crist. La segona ària d'aquest motet (tant en el RV 639 com el 639a) està intercalada en el primer moviment del Gloria (RV 588); per tant, no s'entén una interpretació del motet RV 639 independent del Gloria RV 588. Vivaldi combina sorprenentment els dos textos en un, el solista de la introduzione interpreta el text del motet. Aquest motet és essencialment una crida perquè tots els altres s'alegrin tocant instruments musicals.

### Longe mala, umbrae, terrores, RV 640
Longe mala, en sol menor i per a contralt i corda, és la primera de les dues introduzioni del Glòria RV 589, i està relacionada amb un motet basat en un text similar, el RV 623, que Vivaldi va compondre anys més tard en una visita a Roma. De manera poc habitual, l'estructura d'aquest motet és més simple, amb ària i recitatiu. El motet parla dels terrors del món i demana que el Senyor aparegui envoltat de la seva glòria.

### Non in pratis, RV 641
Non in pratis aut in hortis, en re menor i per a contralt i corda, és la segona de les dues introduzioni que estaven abans del perdut Miserere. Consta en dos recitatius, una ària, i un recitatiu final. El text, a diferència del missatge més universal del motet RV 638, considera el dolor personal i el lament per la mort de Jesús.

### Ostro picta, RV 642
Ostro picta, armata spina en re major, per a soprano i corda, fou compost per a precedir el Gloria (RV 589). Té l'estructura de ària-recitatiu-ària. El text contrasta la glòria efímera del món amb la glòria eterna de la Mare de Déu.